# Tun Perak
Paduka Rajá Tun Perak (?-1498) fue el quinto y más famoso bendahara, un rango malayo similar a primer ministro, del Sultanato de Malaca. Mantuvo dicho puesto bajo cuatro sultanes (Muzzafar Shah, Mansur Shah, Alauddin Riayat Shah y Mahmud Shah) de 1456 a 1498. 

## Biografía
Tun Perak era el hijo del primer bendahara, Sri Wak Raja Tun Perpatih Besar. Antes de ser bendahara, Perak fue un soldado y oficial en el ejército malayo. En 1445, lideró al ejército que rechazó a los invasores siameses. Ese mismo año fue nombrado gobernador de Klang. Tun Perak fue nombrado bendahara en 1456, deteniendo otra invasión siamesa ese mismo año. 
Tun Perak fue clave en la colonización malaya de Pahang, Terengganu, Johor, Riau, Lingga, Bengkalis, Karimon, Rokan, Siak, Kampar, Jambi, Inderagiri y Aru. Los gobernantes de estos territorios se convirtieron al Islam debido a la influencia malaya. 
Tun Perak fue conocido por su lealtad hacia el sultanato. Cuándo su hijo Tun Besar fue asesinado por el hijo del sultán Mahmud Shah, rajá Muhammad, debido a un malentendido, no buscó venganza contra el sultán. En cambio,  pidió que el asesino fuera asignado a otra provincia fuera de la capital, siendo nombrado sultán de Pahang.
Murió en 1498 y fue sucedido por su hermano menor Tun Perpatih Putih. Su muerte es habitualmente considerada el comienzo del declive de Malaca.